# Ведогонь-театр
Ведогонь-театр — единственный профессиональный драматический театр Зеленограда. Основан в 1985 году, как детская студия театрального искусства, выросшая до взрослого профессионального театра.
Театр не следует путать с зеленоградским детско-юношеским центром Ведогонь (основан в 1993 году), при котором функционирует детский репертуарный театр (непрофессиональный).

## История
Основан в 1985 году группой выпускников ВТУ им. М. С. Щепкина Павлом Курочкиным и Еленой Шкурпело, как детская студия театрального искусства.
В 1992 году был учрежден как частный театр и осенью начался первый театральный сезон «Ведогонь-театра». Состоялась премьера спектакля «О хороших местах, светлых снах и окаянной жизни» по рассказам П. Романова.
23 марта 1999 года «Ведогонь-театр» получил статус Государственного профессионального драматического театра, в том же году ему был передан Малый зал бывшего кинотеатра «ЭРА» (200 мест), реконструированный в 2003—2006 годах (125 мест).
В 2011 году был создан Общественный Попечительский совет «Ведогонь-театра». В состав Совета вошли представители руководства Зеленограда, руководители городских предприятий и организаций, предприниматели. Председателем в настоящее время является префект Зеленограда Смирнов Анатолий Николаевич.
С 1999 года в театре поставлено более 40 спектаклей, проведено два международных театральных фестиваля.
Первый большой успех к театру пришел в 2007 году, когда на IХ Международном театральном фестивале «Голоса истории» постановка Александра Кузина «Царь Фёдор Иоаннович» завоевала Главный приз.
14 августа 2014 года театру передано все здание бывшего кинотеатра «Эра». «Ведогонь-театр» расширяется в театрально-культурный центр.
3 ноября 2014 года в рамках общегородской акции в «Ведогонь-театре» прошла «Ночь искусств», на которой театр впервые выступил в качестве театрально-культурного центра. На новых площадках в эту ночь воцарился синтез искусств: поэтический вечер, фотовыставки, выставки сценографов, музыкальный концерт и кинопоказ фильма-победителя фестиваля Кинотавр «Испытание» Александра Котта.

## Репертуар

### Спектакли для взрослых
- «Доходное место» (А. Н. Островский)
- «Женитьба» (Н. В. Гоголь)
- «Комедия ошибок» (Шекспир)
- «На дне» (М. Горький)
- «Пять углов» (С. Коковкин)
- «Севильский цирюльник» (П. Бомарше)
- «Таланты и поклонники» (А. Н. Островский)
- «Убийственный и неповторимый» (А. Эйкборн)
- «Царь Фёдор Иоаннович» (А. К. Толстой)
- «Бесприданница» (А. Н. Островский)
- «Иванов» (А. П. Чехов)
- «Женитьба Бальзаминова» (А.Н.Островский)
- «Васса» (М. Горький)
- «Norway.Today. (Он, она и бездна)» (И. Бауэршима)
- «Счастье моё» (Александр Червинский)
- «Хозяйка гостиницы» (К. Гольдони)
- «Капля счастья» (Оскар Уайльд)
- «Гуд бай, супермен!» (Максим Мышанский (по мотивам пьесы Симоны Семенич «5мальчишек.сло»))

### Детские спектакли
- Ваня Датский (Б. Шергин)
- Журавлиные перья (Д. Киносит)
- Рикки-Тикки-Тави (Р. Киплинг)
- Слово как слово (Микаэль Рамлёсе)
- Аленький цветочек (С.Аксаков)
- Полнолуние в детской (Илья Колосов)